# MTK Budapest FC
MTK Budapest FC är en fotbollsklubb från Budapest i Ungern. 

## Historia
Klubben bildades den 16 november 1888 som MTK Budapest och bytte namn 1997. 

### Historiska namn
sedan 1888
- 1888 – MTK Budapest
- 1926 – Hungária FC MTK Budapest
- 1945 – MTK Budapest
- 1949 – Budapesti Textiles SE
- 1950 – Budapesti Bástya SE
- 1952 – Budapesti Vörös Lobogó
- 1956 – MTK Budapest
- 1975 – MTK-VM Budapest (vid sammanslagning med klubben VM Egyetértés SK Budapest)
- 1992 – MTK Budapest
- 1994 – MTK FC Budapest
- 1997 – MTK Hungária FC
- 2004 – MTK Budapest FC

## Hemmaarena
Bygget av den nya Stadion Hidegkuti Nándor påbörjades 2015 och stod klar den 13 oktober 2016. Stadion delar de med lokalrivalen Budapest Honvéd.

## Färger
| MTK FC | MTK FC |

### Dräktsponsor
- Adidas: 20??–20??
- Nike: 2007–nutid

### Trikåer
| ? · Hemmaställ | ? · Hemmaställ | 2018/19 · Hemmaställ | 2020/21 · Hemmaställ | 2021/22 · Hemmaställ | 2021/22 · Bortaställ |

## Meriter

### Herrar
- Ungerska mästare (23): 1904, 1908, 1914, 1917, 1918, 1919, 1920, 1921, 1922, 1923, 1924, 1925, 1929, 1936, 1937, 1951, 1953, 1958, 1987, 1997, 1999, 2003, 2008
- Ungerska cupmästare (12): 1910, 1911, 1912, 1914, 1923, 1925, 1932, 1952, 1968, 1997, 1998, 2000
- Europacuptvåa (1): 1964
- Mitropacupmästare (2): 1955, 1963

## Placering tidigare säsonger
| Säsong  | Nivå | Liga                       | Placering | Referens | Notering                             |
| ------- | ---- | -------------------------- | --------- | -------- | ------------------------------------ |
| 2001/02 | 1    | Nemzeti Bajnokság I        | 3         | [ 5 ]    |                                      |
| 2002/03 | 1    | Nemzeti Bajnokság I        | 1         | [ 6 ]    |                                      |
| 2003/04 | 1    | Nemzeti Bajnokság I        | 6         | [ 7 ]    |                                      |
| 2004/05 | 1    | Nemzeti Bajnokság I        | 3         | [ 8 ]    |                                      |
| 2005/06 | 1    | Nemzeti Bajnokság I        | 4         | [ 9 ]    |                                      |
| 2006/07 | 1    | Nemzeti Bajnokság I        | 2         | [ 10 ]   |                                      |
| 2007/08 | 1    | Nemzeti Bajnokság I        | 1         | [ 11 ]   |                                      |
| 2008/09 | 1    | Nemzeti Bajnokság I        | 7         | [ 12 ]   |                                      |
| 2009/10 | 1    | Nemzeti Bajnokság I        | 6         | [ 13 ]   |                                      |
| 2010/11 | 1    | Nemzeti Bajnokság I        | 15        | [ 14 ]   | Nedflyttad till Nemzeti Bajnokság II |
| 2011/12 | 2    | NB II (Västerländsk grupp) | 1         | [ 15 ]   | Uppflyttad till Nemzeti Bajnokság I  |
| 2012/13 | 1    | Nemzeti Bajnokság I        | 4         | [ 16 ]   |                                      |
| 2013/14 | 1    | Nemzeti Bajnokság I        | 8         | [ 17 ]   |                                      |
| 2014/15 | 1    | Nemzeti Bajnokság I        | 3         | [ 18 ]   |                                      |
| 2015/16 | 1    | Nemzeti Bajnokság I        | 4         | [ 19 ]   |                                      |
| 2016/17 | 1    | Nemzeti Bajnokság I        | 11        | [ 20 ]   | Nedflyttad till Nemzeti Bajnokság II |
| 2017/18 | 2    | Nemzeti Bajnokság II       | 1         | [ 21 ]   | Uppflyttad till Nemzeti Bajnokság I  |
| 2018/19 | 1    | Nemzeti Bajnokság I        | 11        | [ 22 ]   | Nedflyttad till Nemzeti Bajnokság II |
| 2019/20 | 2    | Nemzeti Bajnokság II       | 1         | [ 23 ]   | Uppflyttad till Nemzeti Bajnokság I  |
| 2020/21 | 1    | Nemzeti Bajnokság I        | 7         | [ 24 ]   |                                      |
| 2021/22 | 1    | Nemzeti Bajnokság I        | 11        | [ 25 ]   | Nedflyttad till Nemzeti Bajnokság II |

## Trupp
Aktuell 25 April 2022.
| Nr | Land           | Pos | Namn                           |
| -- | -------------- | --- | ------------------------------ |
| 1  | Montenegro     | MV  | Milan Mijatović (kapten)       |
| 2  | Ungern         | F   | Benedek Varju                  |
| 3  | Serbien        | F   | Slobodan Rajković              |
| 4  | Nordmakedonien | MF  | Stefan Spirovski               |
| 5  | Ungern         | F   | Zsombor Nagy                   |
| 6  | Albanien       | MF  | Ylber Ramadani                 |
| 7  | England        | MF  | James Weir                     |
| 8  | Ungern         | MF  | Szabolcs Mezei                 |
| 9  | Brasilien      | A   | Myke Ramos                     |
| 10 | Rumänien       | A   | Gheorghe Grozav                |
| 11 | Nordmakedonien | A   | Bojan Miovski                  |
| 12 | Ungern         | MV  | Adrián Csenterics              |
| 13 | Ungern         | A   | Zalán Vancsa (lån från Lommel) |

| Nr | Land      | Pos | Namn                              |
| -- | --------- | --- | --------------------------------- |
| 14 | Ungern    | MF  | Mihály Kata                       |
| 15 | Slovakien | F   | János Szépe                       |
| 16 | Colombia  | F   | Sebastián Herrera                 |
| 17 | Slovakien | F   | Branislav Sluka (lån från Žilina) |
| 18 | Ungern    | MF  | Bence Kocsis                      |
| 20 | Ghana     | F   | Kaka Godwords                     |
| 21 | Slovakien | F   | Andrej Kadlec                     |
| 22 | Kroatien  | F   | Marko Perković                    |
| 23 | Ungern    | A   | Márk Kovácsréti                   |
| 24 | Ungern    | MF  | Dénes Szakály                     |
| 25 | Ungern    | MV  | Bence Somodi                      |
| 27 | Ungern    | MF  | Martin Palincsár                  |
| 29 | Ungern    | A   | Márkó Futács                      |
| 32 | Serbien   | F   | Alex Markovic                     |

## Kända spelare
- Márkó Futács
- James Weir
- Stefan Spirovski
- Slobodan Rajković